# 鬼室集斯
鬼室集斯（韓語：귀실집사，？—688年12月5日）是百濟的一位貴族，他是百濟將軍鬼室福信之子，在百濟的官位為達率（二品官）。
663年，倭與百濟聯軍在白江口慘敗，百濟復國夢想破滅，鬼室集斯率領其一族流亡至日本。根據《日本書紀》的記載，天智天皇在665年授予他小錦下的冠位，百濟的一眾男女四百餘人被安置在近江國神前郡（今屬滋賀縣東近江市），給田耕種。669年，佐平余自信、佐平鬼室集斯等男女七百餘人被遷往近江國的蒲生郡。
671年，鬼室集斯再次被授予小錦下的冠位，原因不明，此時集斯的官職是學職頭。
761年（天平寶字五年），鬼室集斯的子孫被授予「百濟公」的姓。肥後國的豪族菊池氏自稱是鬼室集斯的後裔。